# Новосільське (Євпаторійський район)
Новосі́льське (крим. Novosilske) — село Євпаторійського району Автономної Республіки Крим. Розташоване на заході району.

## Опис
Відстань від райцентру до населеного пункта становить 60 кілометрів по прямій, до селища Чорноморське — 2 км, до залізничної станції Євпаторія — 80 км.
У селі 26 вулиць завдовжки 12.8 км. Вулиця Східна розташована вздовж Чорноморського узбережжя.
День села 2 травня.
За даними сільради на 2009 рік село займало площу 232 гектари, на якій у 837 дворах проживало 2308 осіб.
У Будинку культури, відкритому в 1974 р., працюють дитячі гуртки, хор ветеранів «Івушки», кримськотатарський національний ансамбль.
Сільська бібліотека з книжковим фондом 30 тис. екземплярів обслуговує 650 читачів.

## Історія
На території села знаходяться поховання — кургани, датовані IV—III ст. до н. Охоронні розкопки курганів проводились у 90-ті роки ХХ ст.
Засновано у 1950 році, статус села надано у 1959 році. Час створення сільради поки не встановлений: на 15 червня 1960 року він уже існував.
У 1964 р. відкрито загальноосвітню школу-інтернат. У 1970 р. вона була перепрофільована в Чорноморську Республіканську спеціальну загальноосвітню школу-інтернат 1-11 ступенів, навчаються 94 учні.
З 1971 р. працює загальноосвітня школа І-ІІІ ступенів, де навчаються 230 дітей.
З 1992 р. працює Чорноморська філія Євпаторійського будівельного училища.